# Парадеєво (Ічалківський район)
Параде́єво (рос. Парадеево, ерз. Пардэле) — село у складі Ічалківського району Мордовії, Росія. Адміністративний центр Парадеєвського сільського поселення.

## Населення
Населення — 210 осіб (2010; 269 у 2002).
Національний склад (станом на 2002 рік):
- мордва — 96 %